# Вахта

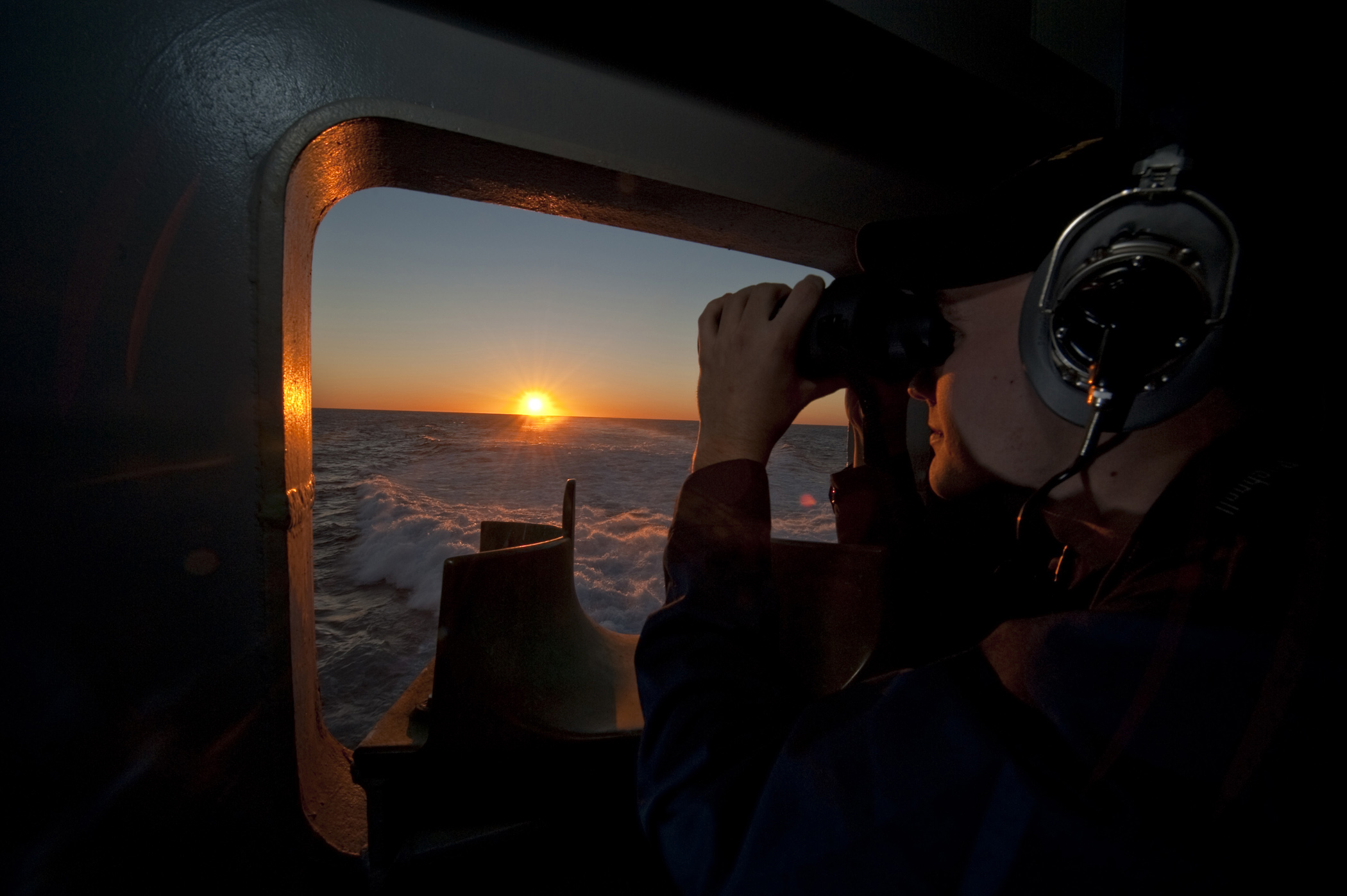
Вахта

Ва́хта (нім. Wacht — «варта») — особлива форма організації робіт, що ґрунтується на використанні трудових ресурсів поза місцем їх постійного проживання за умов, коли не може бути забезпечене щоденне повернення працівників до місця постійного проживання.

## Морська вахта
Також це основний вид несення служби на суднах, що забезпечує безпеку плавання та підтримує боєздатність. Мета вахти — забезпечити управління кораблем і його механізмами, спостереження за обстановкою, застосування зброї при раптовому нападі противника і підтримання порядку на кораблі. Вахтову службу несуть спеціалісти, котрі призначаються в добовий наряд. При здійсненні вахти необхідно проявляти особливу увагу та пильність, безперервно знаходитися на робочому місці чи бойовому посту; з огляду на складність безперервної уважності вахту здійснюють при перезмінках — по 2-4 години. Морська вахта ділиться на корабельну, спеціальну (в бойових частинах і службах), ходову і якірну. Зміна, що несе вахту, називається вахтенною, що змінилася з вахти — підвахтеною.
Окрім того, вахтою називається проміжок часу (зазвичай 4 години), протягом якого несе вахту одна зміна, а також сама вахтова зміна. Лік півгодин кожної вахти ведеться склянками.